# Cleofe Person de Mattos
Cleofe Person de Mattos (Rio de Janeiro, 17 de Dezembro de 1913 — 02 de Maio de 2002), foi professora da Universidade Federal do Rio de Janeiro (UFRJ), criadora da instituição Associação de Canto Coral e pioneira como musicóloga na pesquisa da vida e obra do compositor brasileiro do período colonial José Maurício Nunes Garcia.
Formada pela UFRJ em regência e composição, teve seu trabalho com foco no âmbito do canto coral. 
Seu bom relacionamento com compositores e regentes brasileiros proporcionaram estreias dentro da música coral erudita brasileira. Junto ao coro da Associação de Canto Coral foram executadas músicas de compositores como Heitor Villa-Lobos, Francisco Mignone, Brasílio Itiberê da Cunha Camargo Guarnieri, Almeida Prado, Marlos Nobre e outros. Na mesma instituição trouxe regentes e compositores de fama internacional para o Brasil para audições pioneiras como Igor Stravinsky, Karl Richter, Victor Tevah, Sir Colin Davis, Helmuth Rilling, Jacques Pernoo e outros.
Como editora publicou livros e partituras ligadas à música brasileira do período colonial, principalmente na pesquisa dedicada ao padre José Maurício Nunes Garcia.
A história de sua vida muitas vezes se confunde com a história das instituições em que esteve envolvida. Por isso, a história da música coral brasileira deve muito a esta personalidade, tanto no sentido do investimento em pesquisa, buscando nas raízes a música colonial brasileira, como no ponto de vista do presente e futuro, fomentando durante todo o século XX, junto às instituições que trabalhou, as músicas de compositores estrangeiros e brasileiros em evidência no então período.